# 王葆昌
王葆昌，安徽怀宁（今安徽安庆）人，是一名清朝政治人物。
王葆昌曾于1869年接替曹文焕任崇明县知县一职，1870年由林达泉接任。